# Gyimesi Kálmán
Gyimesi Kálmán (Csenger, 1933. május 13. – 2025. január 2.) Liszt Ferenc-díjas magyar operaénekes (bariton), érdemes művész, A Szegedi Nemzeti Színház Örökös Tagja.

## Életpályája
Főiskolai tanulmányait a Zeneművészeti Főiskolán végezte 1957–1962 között, ahol Lendvai Andor tanítványa volt. 1962–63-ban Sienában Gina Cigna tanítványa volt. 1962 óta a Szegedi Nemzeti Színház magánénekese, 1992-től örökös tagja. 1990–2002 között Szeged önkormányzati képviselője volt. 1990-ben a kulturális bizottság elnöke lett, de 1992-ben lemondott erről a tisztségről.
1962-ben debütált a színpadon A szicíliai vecsernye című darabban, ahol Montfort szerepét alakította. Több külföldi országban is látható volt, többek között: Ausztriában, Belgiumban, Hollandiában, Németországban és Olaszországban. Klasszikus operák főszerepei mellett több ősbemutatóban és számos magyarországi bemutatóban aratott sikert. Előadó-művészi tevékenysége mellett jelentős volt pedagógiai munkássága, a színpadról való visszavonulása után évtizedekig aktív énekmester volt.

## Magánélete
Felesége Bajtay Horváth Ágota operaénekes és művésztanár, a szegedi operatársulat tagjaként 1989-ben  Bartók–Pásztory-díjas. Fia Gyimesi László politikus.

## Színházi szerepei
A Színházi Adattárban regisztrált bejegyzéseinek száma: 136.
| - Verdi: A szicíliai vecsernye – Montfort - Cikker: Bajazid bég – Abdul - ifj. Johann Strauss: A cigánybáró – Gábor diák; Zsupán Kálmán; Homonnay Péter - Verdi: A végzet hatalma – Fra Melitone; Don Carlos - Mozart: A varázsfuvola – Papageno - Beethoven: Fidelio – Fernando - Einem: Danton halála – címszerep - Puccini: Bohémélet – Marcel - Donizetti: Szerelmi bájital – Belcore - Prokofjev: Három narancs szerelmese – Pantalone - Puccini: A köpeny – Marcel - Puccini: Gianni Schicchi – címszerep; Marcel/Marco - Verdi: Rigoletto – címszerep; Marullo - D'Albert: Hegyek alján – Sebastiano - Farkas Ferenc: A bűvös szekrény – Vezír - Kodály Zoltán: Háry János – I. Paraszt; Marci - Gounod: Faust – Valentin - Verdi: A trubadúr – Luna gróf - Csajkovszkij: A pikk dáma – Jeleckij herceg - Gotovac: Ero, a mennyetjárt vőlegény – Szima - Vántus István: A három vándor – Aranyműves - Erkel Ferenc: Hunyadi László – Cillei Ulrik; Rozgonyi - Verdi: Simon Boccanegra – címszerep - Hindemith: Mathis, a festő – címszerep - Offenbach: Hoffmann meséi – Hermann - Leoncavallo: Bajazzók – Tonio - Bizet: Carmen – Morales; Dancaïro - Egk: Peer Gynt – címszerep - Verdi: Az álarcosbál – René - Puccini: Pillangókisasszony – Sharpless - Mozart: Don Giovanni – címszerep - Wagner: Tannhäuser – Wolfram von Eschenbach - Erkel Ferenc: Sarolta – Gyula - Richard Strauss: A rózsalovag – Faninal | - Muszorgszkij: Borisz Godunov – I. jezsuita - Farkas Ferenc: Csinom Palkó – címszerep - Rossini: A sevillai borbély – Figaro - Puccini: Manon Lescaut – Lescaut hadnagy; Táncmester - Verdi: Traviata – Germont György - Verdi: Falstaff – címszerep; Ford - Kacsóh Pongrác: János vitéz – Bagó - Ránki György: Pomádé király új ruhája – Garda Roberto királyi ruhamester - Einem: Az öreg hölgy látogatása – Ill - Donizetti: Don Pasquale – címszerep; Malatesta - Vántus István: Aranykoporsó – Ammonius - Erkel Ferenc: Bánk bán– Tiborc; Biberach - Mozart: Figaro házassága – Almaviva - Kodály Zoltán: Székelyfonó – A gazdag legény - Csajkovszkij: Anyegin – címszerep - Németh Amadé: Villon – címszerep - Mozart: Così fan tutte avagy a szerelmesek iskolája – Guglielmo; Don Alfonso - Nicolai: Windsori víg nők – Falstaff - Verdi: Johanna a máglyán – Jakab - Verdi: Don Carlos – Posa márki - Puccini: Tosca – Scarpia - Verdi: Nabucco - Szőnyi Erzsébet: Adáshiba – Bódog - Kacsóh Pongrác: Rákóczi – Sieniawski herceg - Verdi: Aida – Amonasro - Schönberg: A nyomorultak – Digne püspöke - Lehár Ferenc: A víg özvegy – Zeta Mirko - Lehár Ferenc: A mosoly országa – Csang - Puccini: Turandot – Ping - Rossini: Hamupipőke – Magnifico - Kálmán Imre: Csárdáskirálynő – Kerekes Ferkó |

## Hangfelvételei
- Fél évszázad a szegedi színpadon – áriák, archív felvételeiből szerkesztett CD (2012)

## Díjai
- Liszt Ferenc-díj (1969)
- Érdemes művész (1982)
- Bartók–Pásztory-díj – a szegedi operatársulat tagjaként (1989)
- A Szegedi Nemzeti Színház Örökös Tagja (1992)
- A Magyar Köztársasági Érdemrend kiskeresztje (1995)
- Gregor József-díj (2008)
- Szeged díszpolgára (2011)